# Сычёво (Тульская область)
Сычёво — деревня в Тульской области России. С точки зрения административно-территориального устройства входит в Сеневский сельский округ, Алексинский район. В плане местного самоуправления входит в состав муниципального образования город Алексин.

## География
Сычево находится в северо-западной части региона, в пределах северо-восточного склона Среднерусской возвышенности, в подзоне широколиственных лесов, к востоку от деревень Игнатовка и Нелюбинка, юго-западнее деревни Богатьково, западнее села Борисово и севернее деревень Большое и Малое Панское.

### Климат
Климат на территории Сычёво, как и во всём районе, характеризуется как умеренно континентальный, с ярко выраженными сезонами года. Средняя температура воздуха летнего периода — 16 — 20 °C (абсолютный максимум — 38 °С); зимнего периода — −5 — −12 °C (абсолютный минимум — −46 °С).
Снежный покров держится в среднем 130—145 дней в году.
Среднегодовое количество осадков — 650—730 мм.

## Топоним
Прежнее название — Сычевка.

## История
До революции административно относилась к Афанасьевской волости Алексинского уезда. Церковная принадлежность неясна (возможно, была приписана к церквям в с. Рождество-Слуки, Богучарово или Сенево).

## Население
| 2010 |
| ---- |
| 18   |

### Национальный состав
Согласно результатам переписи 2002 года, в национальной структуре населения русские составляли 97 % из 34 чел.

## Инфраструктура
Обслуживается отделением почтовой связи 301344.
На апрель 2023 года 5 домов.

## Транспорт
Просёлочные дороги.